# Шонгар
Шонга́р (азерб. Şonqar) — посёлок городского типа в административном подчинении Карадагского района города Баку, Азербайджан. Посёлок расположен в 10 км от железнодорожной станции Пута] (на линии Баку — Алят).
Статус посёлка городского типа с 1945 года.

## Население
| 1959 | 1970 | 1979 | 1989 | 2011 |
| ---- | ---- | ---- | ---- | ---- |
| 337  | 371  | 397  | 406  | 700  |